# Dule-Tempel

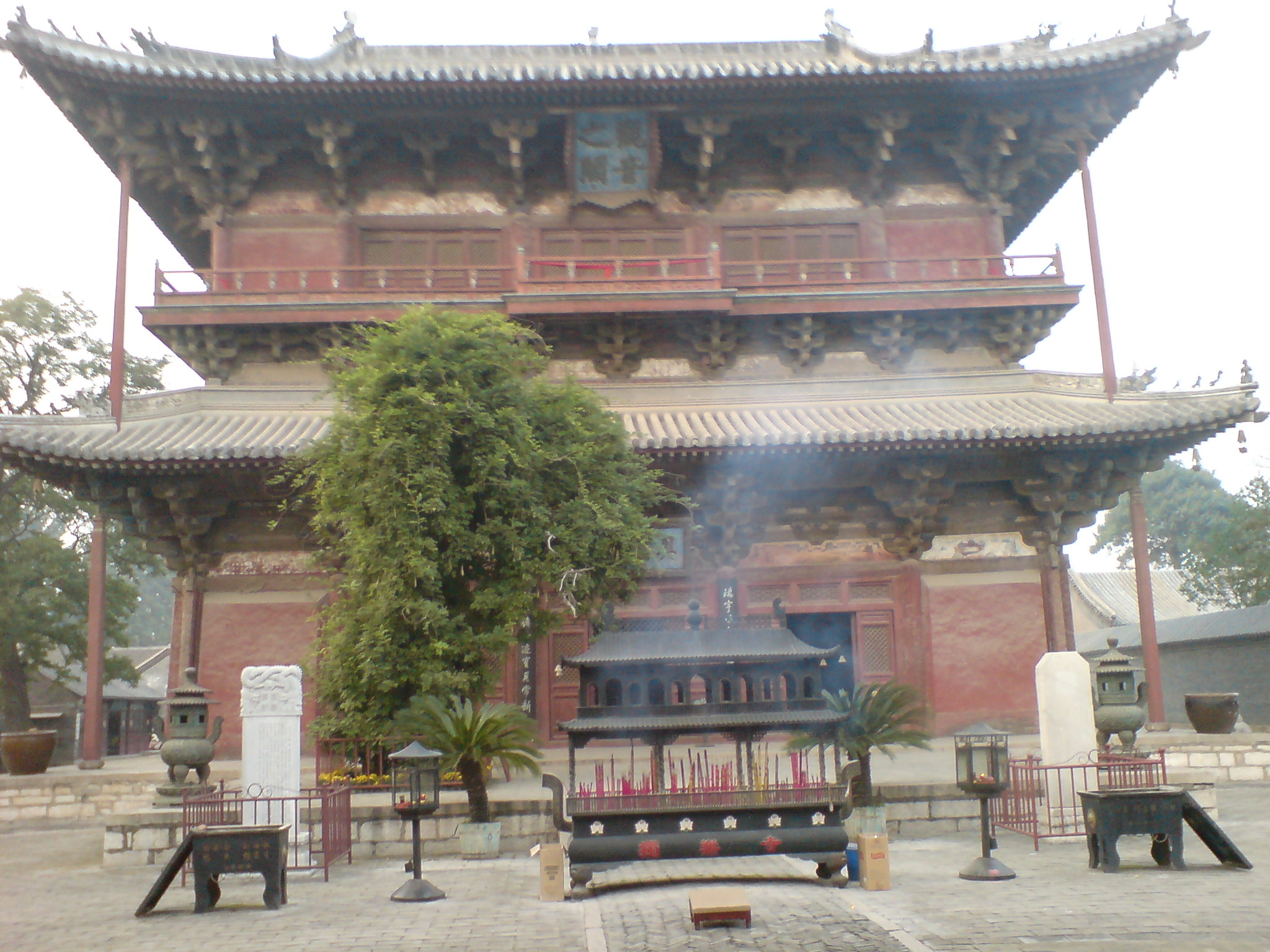
Guanyin-Halle des Dule-Tempels

Der Dule-Tempel (chinesisch 独乐寺, Pinyin Dúlè sì, englisch Dule Temple) im Kreis Ji der regierungsunmittelbaren Stadt Tianjin (früher Hebei), China, ist ein buddhistischer Tempel. 
Der Tempel wurde ursprünglich zur Zeit der Tang-Dynastie errichtet und im 2. Jahr (984) der Tonghe-Regierungsepoche der Liao-Dynastie wieder aufgebaut. Er ist einer der drei großen erhaltenen Tempel aus dieser Zeit.
Sein aus Holz errichteter Guanyin-Pavillon (Guanyin ge 观音阁) ist 23 Meter hoch. Es ist eine der ältesten Holzkonstruktionen Chinas. Er beherbergt eine 16 m hohe Guanyin (Avalokitesvara)-Statue mit den Köpfen von zehn kleinen Buddhas auf ihrer Spitze (Shiyi mian Guanyin suxiang 十一面观音塑像), eine seltene Lehmskulptur.
Das 10 m hohe Shanmen-Tor (Shanmen 山门) ist eine weitere Sehenswürdigkeit der Anlage. 
Der Dule-Tempel steht seit 1961 auf der Liste der Denkmäler der Volksrepublik China in Tianjin (1-84).